# Mason Morelli
Mason Morelli, född 1 februari 1996, är en amerikansk professionell ishockeyforward som är kontrakterad till Vegas Golden Knights i National Hockey League (NHL) och spelar för Henderson Silver Knights i American Hockey League (AHL).
Han har tidigare spelat för Stockton Heat och Hershey Bears i AHL; Kansas City Mavericks och South Carolina Stingrays i ECHL; Omaha Mavericks i National Collegiate Athletic Association (NCAA); Fargo Force i United States Hockey League (USHL) samt Minot Minotauros i North American Hockey League (NAHL).
Morelli blev aldrig NHL-draftad.

## Statistik
| 2011–2012   | Minot Magicians          |             | 26  | 22 | 18 | 40  | 28  | —  | — | — | —  | —  |
|             | Colorado Rampage U16     | T1EHL       | 4   | 1  | 0  | 1   | 20  | —  | — | — | —  | —  |
|             | Minot Minotauros         | NAHL        | 11  | 1  | 2  | 3   | 7   | —  | — | — | —  | —  |
| 2012–2013   | Minot Minotauros         | NAHL        | 54  | 12 | 15 | 27  | 74  | 4  | 0 | 1 | 1  | 12 |
| 2013–2014   | Fargo Force              | USHL        | 57  | 6  | 9  | 15  | 72  | —  | — | — | —  | —  |
| 2014–2015   | Fargo Force              | USHL        | 56  | 12 | 11 | 23  | 52  | —  | — | — | —  | —  |
| 2015–2016   | Omaha Mavericks          | NCAA        | 31  | 7  | 4  | 11  | 28  | —  | — | — | —  | —  |
| 2016–2017   | Omaha Mavericks          | NCAA        | 37  | 7  | 11 | 18  | 43  | —  | — | — | —  | —  |
| 2017–2018   | Omaha Mavericks          | NCAA        | 16  | 4  | 10 | 14  | 28  | —  | — | — | —  | —  |
| 2018–2019   | Omaha Mavericks          | NCAA        | 36  | 19 | 15 | 34  | 12  | —  | — | — | —  | —  |
|             | Stockton Heat            | AHL         | 9   | 3  | 1  | 4   | 6   | —  | — | — | —  | —  |
| 2019–2020   | Stockton Heat            | AHL         | 31  | 4  | 4  | 8   | 15  | —  | — | — | —  | —  |
|             | Kansas City Mavericks    | ECHL        | 5   | 3  | 4  | 7   | 2   | —  | — | — | —  | —  |
| 2020–2021   | Hershey Bears            | AHL         | 15  | 0  | 5  | 5   | 21  | —  | — | — | —  | —  |
|             | South Carolina Stingrays | ECHL        | 11  | 4  | 5  | 9   | 2   | —  | — | — | —  | —  |
| 2021–2022   | Hershey Bears            | AHL         | 68  | 12 | 21 | 33  | 56  | 3  | 0 | 1 | 1  | 2  |
| 2022–2023   | Hershey Bears            | AHL         | 72  | 12 | 29 | 41  | 72  | 20 | 5 | 8 | 13 | 28 |
| 2023–2024   | Vegas Golden Knights     | NHL         | 1   | 1  | 1  | 2   | 0   | —  | — | — | —  | —  |
|             | Henderson Silver Knights | AHL         | 44  | 10 | 13 | 23  | 31  | —  | — | — | —  | —  |
| NHL totalt  | NHL totalt               | NHL totalt  | 1   | 1  | 1  | 2   | 0   | —  | — | — | —  | —  |
| AHL totalt  | AHL totalt               | AHL totalt  | 239 | 41 | 73 | 114 | 201 | 23 | 5 | 9 | 14 | 30 |
| ECHL totalt | ECHL totalt              | ECHL totalt | 16  | 7  | 9  | 16  | 4   | —  | — | — | —  | —  |
| NCAA totalt | NCAA totalt              | NCAA totalt | 120 | 37 | 40 | 77  | 111 | —  | — | — | —  | —  |
| USHL totalt | USHL totalt              | USHL totalt | 113 | 18 | 20 | 38  | 124 | —  | — | — | —  | —  |
| NAHL totalt | NAHL totalt              | NAHL totalt | 65  | 13 | 17 | 30  | 81  | 4  | 0 | 1 | 1  | 12 |